# Little Bad Girl
«Little Bad Girl» (с англ. — «Маленькая плохая девочка») — сингл французского диджея Давида Гетта с участием британского R&B-певца Тайо Круса и американского рэпера Лудакриса. Он был выпущен для цифровой загрузки 27 июня 2011 года на Virgin Records в качестве второго сингла с последнего студийного альбома Гетты Nothing but the Beat. Позже эта песня появилась на третьем альбоме Круса TY.O.
Все три исполнителя написали песню в соавторстве с Фредериком Ристерером и Джорджио Туинфортом, оба из которых выступили сопродюсерами песни с Геттой, а также с Black Raw.
Это первая из двух совместных работ Круса и Гетты, поскольку позже Крус стал соавтором сингла Гетты «Without You» с участием Ашера. Это также первая из двух совместных работ Лудакриса и Гетты, поскольку позже они работали над песней 2012 года «Rest of My Life» с участием Ашера. Это также вторая совместная работа Лудакриса и Круса, после того как Лудакрис появился в американской версии сингла Круса «Break Your Heart».

## Информация о песне
Роберт Копси из Digital Spy дал песне 3 звезды из 5, написав: «К сожалению, реальность их оформления [как идеального двойного акта] гораздо менее заманчива. „Look at her go on the dance floor/She’s amazing on the dance floor“, — продолжает Крус под транс-лайт синтезаторы, прежде чем пригласить свою избранницу исполнить „go, little bad girl“ под зажигательный клубный ритм в припеве. Результат получается более синтетическим, чем у девушки, нанесенной на ресницы на ночь тушь от Джорди Шор, и примерно таким же эффективным, как их запатентованная Slutdrop».

## Клип
Музыкальное видео было выпущено на YouTube 11 июля 2011 года. В нём Гетта устраивает дискотеку на пляже под названием «Бесконечная ночь» (которую он хочет буквально никогда не заканчивать) с участием Круса и Лудакриса. Когда Гетта видит, что солнце начинает подниматься, он и многие другие гости сбегают на пляж, и все они резко останавливаются перед морем, заставляя Землю вращаться в обратном направлении. Солнце снова садится и из-за этого в других частях света снова становится темно, хотя только что было светло. Лудакриса также можно увидеть, когда он в мегафон читает свой куплет. Ближе к концу видео солнце снова начинает восходить и Гетта убегает, чтобы повторить то, что он делал раньше.

## Список композиций
- CD-сингл

1. Little Bad Girl (featuring Taio Cruz and Ludacris) (Radio Edit) — 3:11
2. Little Bad Girl (featuring Taio Cruz and Ludacris) (Fedde Le Grand Remix) — 6:43

- Digital download[1]

1. Little Bad Girl (featuring Taio Cruz and Ludacris) (Radio Edit) — 3:12

- Digital download — instrumental

1. Little Bad Girl (Instrumental Club Mix) — 5:11

- Digital download — remixes[2]

1. Little Bad Girl (featuring Taio Cruz and Ludacris) (Extended Mix) — 4:43
2. Little Bad Girl (featuring Taio Cruz and Ludacris) (Norman Doray Remix) — 6:48
3. Little Bad Girl (featuring Taio Cruz and Ludacris) (Fedde Le Grand Remix) — 6:43
4. Little Bad Girl (Instrumental Club Mix) — 5:13
5. Little Bad Girl (featuring Taio Cruz and Ludacris) (Radio Edit) — 3:12

## Чарты
| Чарты (2011)                        | Позиция макс. |
| ----------------------------------- | ------------- |
| Австралия (ARIA Charts)             | 15            |
| Австрия                             | 5             |
| Бельгия (Ultratop 50)               | 10            |
| Бельгия (Vallonia)                  | 5             |
| Канада (Billboard Canadian Hot 100) | 14            |
| Дания                               | 20            |
| Европа                              | 1             |
| Финляндия                           | 16            |
| Франция                             | 3             |
| Германия                            | 5             |
| Ирландия                            | 8             |
| Италия                              | 17            |
| Новая Зеландия                      | 19            |
| Нидерланды                          | 39            |
| Великобритания (UK Singles Chart)   | 4             |
| Чехия                               | 21            |
| Словакия                            | 8             |
| Испания                             | 22            |
| США (Billboard Hot 100)             | 70            |
| Швеция                              | 7             |
| Швейцария                           | 7             |

## История выпусков
| Регион         | Дата         | Формат                                      | Лейбл       |
| -------------- | ------------ | ------------------------------------------- | ----------- |
| Разные         | 20 июня 2011 | Цифровая дистрибуция — instrumental version | Virgin, EMI |
| Разные         | 27 июня 2011 | Цифровая дистрибуция                        | Virgin, EMI |
| Великобритания | 10 июля 2011 | Цифровая дистрибуция                        | EMI         |
| Германия       | 22 июля 2011 | CD-сингл                                    | EMI         |